# 몽갈라가젤
몽갈라가젤(Eudorcas albonotata)은 수단 남동부의 범람원과 사바나 지역에서 발견되는 가젤의 일종이다. 이전에는 잘 알려진 톰슨가젤 또는 코린가젤의 아종으로 간주했다. 톰슨가젤처럼 연중 정해진 경로를 따라 이동한다.